# Колбинский сельсовет (Красноярский край)
Колбинский сельсовет — сельское поселение в Манском районе Красноярского края.
Административный центр — посёлок Колбинский.

## Население
| 2010 | 2012 | 2013 | 2014 | 2015 | 2016 | 2017 |
| ---- | ---- | ---- | ---- | ---- | ---- | ---- |
| 769  | ↘747 | ↗749 | ↘725 | ↘706 | ↘690 | ↗693 |

## Состав сельского поселения
В состав сельского поселения входят 3 населённых пункта:
| № | Населённый пункт | Тип населённого пункта          | Население |
| - | ---------------- | ------------------------------- | --------- |
| 1 | Анастасино       | посёлок                         | 219       |
| 2 | Колбинский       | посёлок, административный центр | 538       |
| 3 | Спирино          | посёлок                         | 12        |

## Местное самоуправление
Колбинский сельский Совет депутатов
Дата избрания: 14.03.2010. Срок полномочий: 4 года. Количество депутатов: 10
Глава муниципального образования
- Коваленко Елизавета Августовна. Дата избрания: 14.03.2011. Срок полномочий: 4 года